# Robert Plomin
Robert Plomin (ur. 1948 w Chicago, Illinois) – amerykański psycholog.

## Życie i działalność
Robert Plomin uzyskał w 1970 roku licencjat z psychologii na DePaul University w Chicago (Illinois), a doktorat, także z psychologii, w 1974 roku na University of Texas w Austin. Następnie pracował w Instytucie Genetyki Zachowania na University of Colorado w Boulder. W latach 1986–1994 pracował na Pennsylvania State University badając bliźnięta wychowane razem oraz osobno. Obecnie pracuje w Instytucie Psychiatrii w King’s College w Londynie i prowadzi badania nad wczesnym rozwojem bliźniąt (program ten obejmuje wszystkie bliźnięta urodzone w Anglii w latach 1994-1996). W badaniach tych skupia się na opóźnieniach rozwoju występujących we wczesnym dzieciństwie oraz na powiązaniach tych opóźnień z problemami w zachowaniu.
Plomin najlepiej znany jest z badań nad bliżniętami oraz badań z zakresu genetyki zachowania. Na tym polu dokonał dwóch ważnych odkryć. Po pierwsze wykazał znaczenie „środowiska niewspółdzielonego” (ang. non-shared environment) – termin ten wprowadził na określenie środowiskowych czynników, które powodują, że dzieci wychowujące się w tych samej rodzinie różnią się. Po drugie zwrócił uwagę, że wiele ze środowiskowych miar w psychologii nosi znamiona wpływu genetyki, i że czynniki genetyczne mogą pośredniczyć w powiązaniach pomiędzy miarami środowiskowymi a skutkami w rozwoju. 
Plomin pełnił funkcję prezesa Towarzystwa Genetyki Zachowania. W 1994 roku był jednym z 52 specjalistów, którzy swoim podpisem wyrazili poparcie dla artykułu Mainstream Science on Intelligence autorstwa Lindy Gottfredson opublikowanego na łamach The Wall Street Journal. Artykuł stawał w obronie zależności pomiędzy rasą a inteligencją, która była postulowana w pracy The Bell Curve autorstwa politologa Charlesa Murraya.

## Wybrane prace
- Behavioral Genetics, 1980, razem z Peterem McGuffinem, Geraldem M. McClearnem, Johnem C. DeFriesem – Genetyka zachowania, Warszawa 2001, PWN, ISBN 83-01-13568-9
- Behavioral Genetics in the Postgenomic Era